# Adducteur
Ne doit pas être confondu avec Abducteur.
Un adducteur est un muscle qui s'emploie dans le mouvement opposé à celui de l'abduction. Il permet de rapprocher du corps un membre qui en avait été éloigné. Les adducteurs sont situés à l'intérieur de la cuisse. Ils servent à verrouiller le bassin en station debout, quand on est par exemple en appui sur une jambe. Les adducteurs permettent donc aussi d'être fixe et de nous tenir droit. Les adducteurs vont du pubis à la crête verticale postérieure du fémur, ils entrainent une adduction qui est l'action de rapprocher un membre inférieur de l'autre. 
Exemples : 
- Les muscles adducteurs du membre pelvien qui rapprochent la cuisse de l'axe du corps :
  - muscle adducteur ;
  - muscle court adducteur ;
  - muscle long adducteur ;
  - muscle gracile ;
  - muscle pectiné.

Chez les invertébrés, on parle également de muscle adducteur pour le muscle reliant les deux valves d'une coquille bivalve et qui permet de les rapprocher, c'est-à-dire de fermer la coquille.

## Culture physique
Il existe des préparations physiques des adducteurs: les squats jambes écartées, les fentes sautées, les étirements.

## Douleurs à l'adducteur
Assez courante chez les sportifs, en particulier les footballeurs, la blessure aux adducteurs peut aller de la simple inflammation à la rupture, en passant par l’élongation, le claquage ou la déchirure. Ces muscles situés à l’intérieur de la cuisse servent à verrouiller le bassin lorsque nous sommes debout ou en appui sur une jambe. Ils sont également sollicités en cas de flexion et de rotation externe de la hanche. La fatigue, une faiblesse musculaire ou un terrain en mauvais état peuvent faire subir trop de tension à ces muscles et provoquer de fortes douleurs.
Parmi les douleurs les plus fréquentes chez les sportifs, celles aux adducteurs pointent bien souvent en tête. 
Chaque semaine, dans les ligues professionnelles ou amateurs, on constate des blessures aux adducteurs. Une blessure qui semble courante chez les sportifs et particulièrement chez les footballeurs. La fatigue, l'état du terrain et des faiblesses musculaires sont autant d'éléments qui peuvent expliquer cette récurrence.
Cela peut aller de la simple courbature, à l'élongation, la pubalgie, la déchirure, et la rupture.